# Capità fantàstic
Capità fantàstic (títol original en anglès: Captain Fantastic) és una pel·lícula dramàtica estatunidenca escrita i dirigida per Matt Ross, estrenada l'any 2016. Explora la dificultat de la criança dels fills alhora que es manté en un comportament de no acceptació del poder triomfant (capitalisme i el sistema polític establert). S'ha doblat al català.
Ha estat presentada al festival de cinema de Sundance. Aconsegueix el premi de la posada en escena en la categoria Una certa mirada al Festival de Canes 2016. Ha estat també presentada en competició al Festival del cinema americà de Deauville 2016 on ha assolit el Premi del jurat i el Premi del públic. Assoleix també el Golden Space Needle del millor film al Festival internacional del cinema de Seattle.

## Argument
Ben viu amb la seva dona i els seus sis fills als boscos del nord-oest d'Amèrica, totalment aïllat de la societat però com a pare consagrat a l'ensenyament acadèmic i físic dels seus fills.
Quan es produeix una tragèdia, la família ha d'abandonar el seu petit paradís; els nens es troben confrontats a l'excitació i als perills d'un món que no els és familiar, mentre que Ben es veu obligat a examinar la seva concepció de pare i es llança a un nou repte, el de donar a la seva família una altra educació.

## Repartiment
- Viggo Mortensen: Ben
- George MacKay: Bodevan
- Samantha Isler: Kielyr
- Annalise Basso: Vespyr
- Nicholas Hamilton: Rellian
- Shree Crooks: Zaja
- Charlie Shotwell: Nai
- Trin Miller: Leslie, la dona de Ben
- Kathryn Hahn: Harper, la germana de Ben
- Steve Zahn: Dave, el marit de Harper
- Elijah Stevenson: Justin, fill de Harper i Dave
- Teddy Van Ee: Jackson, fill de Harper i Dave
- Erin Moriarty: Claire, la jove noia del camping
- Missi Pyle: Ellen, la mare de Claire
- Frank Langella: Jack, el pare de Leslie
- Ann Dowd: Abigail, la mare de Leslie

### Rodatge
El rodatge va tenir lloc a l'Estat de Washington (Gold Bar, Sultan, Deception Pass State Park, Snohomish, Kirkland, comtat de Whatcom), a Nou Mèxic (Las Cruces, Albuquerque, Mesilla) i a Portland a Oregon.

### Música
La música del film va ser composta per Alex Somers. Algunes cançons presents a la pel·lícula són absents de l'àlbum, sobretot una recuperació de Sweet Child O' Mine dels Guns N' Roses.

## Recepció

### Crítica
- La trampa de l'educació perfecta[9]

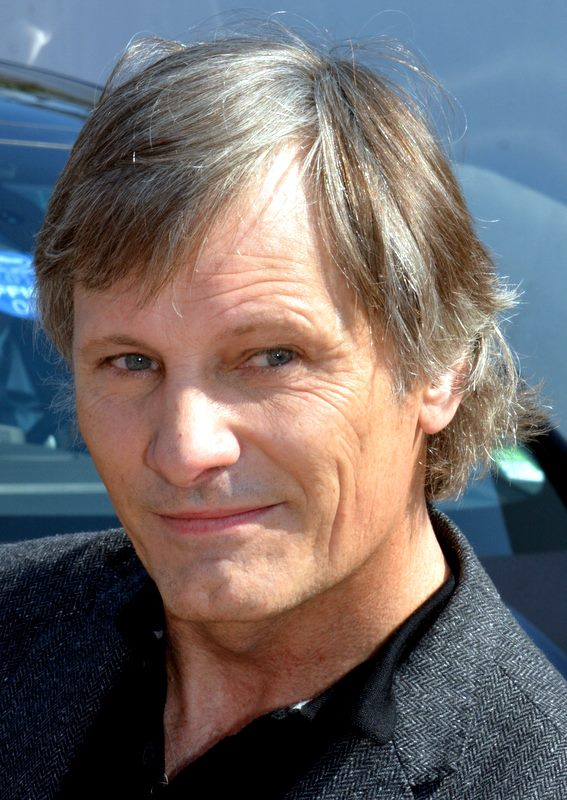
L'actor principal Viggo Mortensen, en la presentació del film al festival de Canes 2016.

- «Recorre tant a l'estereotip i la caricatura com a l'artificiositat narrativa i emocional per esquivar reflexions de relleu (...) i no arriscar-se a molestar a ningú (...) Puntuació: ★★ (sobre 5)»[10]
- «L'enteresa de Viggo Mortensen (...) ajuda a transmetre el missatge libèrrim d'un film que, per desgràcia, recorre a innecessàries estocades dramàtiques (...) Puntuació: ★★★ (sobre 5)»[11]
- «La pel·lícula és un divertit i útil conte amb moral. Espero que l'ensenyin a les universitats.»[12]
- «Amb sis impressionants joves interpretacions amb un paper principal que aprofita al màxim el sensible esperit de tornada a la naturalesa pròpia de Mortensen, Captain Fantastic se situa fàcilment entre les ofertes més refinades i properes del Sundance d'aquest any.»[13]

## Premis i nominacions
- Festival de Canes 2016: categoria Una Certa Mirada, Premi de la posada en escena
- Festival internacional de cinema de Seattle: Golden Space Needle al millor film.[14]
- Festival del cinema americà de Deauville 2016: en competició, Premi del jurat i Premi del públic.[15]